# Bachmač
Bachmač (ukrajinsky a rusky Бахмач) je město a důležitý železniční uzel na severu Ukrajiny v Černihivské oblasti. Po administrativně-teritoriální reformě v červenci 2020 patří do Nižynského rajónu, do té doby byl střediskem Bachmačského rajónu. Žije zde přibližně 17 000 obyvatel. V roce 2005 to bylo 23 379 obyvatel.
Město je poprvé připomínáno roku 1147, status města Bachmač získal roku 1938. Proslavilo se bitvou u Bachmače v březnu 1918.